# Transport Layer Security
Transport Layer Security (TLS), ’transportlagersäkerhet’, är ett kryptografiskt kommunikationsprotokoll som är en öppen standard för säkert utbyte av krypterad information mellan datorsystem. TLS är en vidareutveckling av version 3 av SSL-protokollet, och står under IETF:s kontroll. Den första versionen av TLS, The TLS Protocol Version 1.0, publicerades den 27 januari 1999. TLS kan användas med flera olika protokoll, såsom ”HTTPS” (egentligen protokollet HTTP med tillägget ”S” (secure) som indikerar att det används över TLS (eller SSL)), FTPS, IMAP, POP3 och SMTP.
En undersökning av de 138 155 mest besökta webbplatserna, som erbjuder anslutning över TLS, visar att 51,5 % stöder TLS 1.0, 58,5 % stöder TLS 1.1, 99,0 % stöder TLS 1.2 och 39,8 % stöder TLS 1.3 i början av oktober 2020.
90–93 % av anslutningarna till Wikimedias sidor, som sedan 4 maj 2016 stöder HTTP/2, använder TLS 1.2, medan 7–9 % använder TLS 1.0, och knappt 1 % använder TLS 1.1, i början av juni 2016.
HTTP/2-implementeringar måste använda TLS 1.2 eller högre. Den 10 augusti 2018 meddelades att RFC 8446 (TLS 1.3) hade publicerats. Ett första TLS 1.3-utkast publicerades i april 2014, och den 20 mars 2018 publicerades utkast 28, som godkändes den 21 mars. TLS 1.3 används också i transportprotokollet QUIC.